# Pout
Pout (de vegades Put) és un municipi de la regió de Thiès situada a 54 km de l'est de Dakar. És un municipi dit rural, conegut pel seu dinamisme en la producció i el comerç de productes agrícoles, més particularment les fruites i llegums.

## Història
Inicialement, aquesta localitat estava poblada de sereres que s'hi van instal·lar abans de l'època colonial. Pout significaria cimera o cim en serere.
El 1861 es va estavlir una posició militar francesa al lloc per controlar el Diander. Pout fou la capital de la Comunitat rural que porta el seu nom de 1976 a 1990, any en què fou erigida en municipi de ple dret. Amb el començament de la seva industrialització l'any 1975, marcat per la instal·lació de SISCOMA i més tard de SIGELEC, la ciutat ha conegut un desenvolupament important marcat per la construcció de zones d'hàbitat ben estructurades i la millora de l'hàbitat espontani dels barris irregulars.

## Administració
Pout és un municipi (comuna) del departament de Thiès, una subdivisió de la regió de Thiès.
El Municipi de Pout se situa en una banda de 3.000 m de la SISMAR a la SIGELEC, o sigui 990 hectàrees.
El Municipi es divideix en 11 barris.
El Consell municipal està format per 46 electes locals, dels quals 8 són dones.
El Secretari municipal és el coordinador de l'administració i dels serveis tècniques.
El municipi de Pout està limitat al nord pel llac Tamna situat a 10 km de la ciutat i pel llac Mbawane situat a 20 km. Però, aquests llacs que eren inicialment alimentats per rierols s'han assecat per causa dels dics que han estat construïts a diversos nivells de la trajectòria de les aigües en vista de facilitar les disposicions urbanes.

### Població
En el moment dels cens de 1988 i 2002, la població era respectivament de 10.763 i 16.785 habitants. El municipi de Pout compte 29.600 habitants (Font: municipalité de Pout, 2004) dels quals 48% d'homes i 52% de dones

### Activitats econòmiques
És una zona mariscadora i fruitera on es produeixen sobretot mangos, mandarines i taronges.